# كريغ ستيفنز
كريغ ستيفنز (بالإنجليزية: Craig Stevens)‏ (و. 1918 – 2000 م) هو ممثل، وممثل تلفزيوني، من الولايات المتحدة الأمريكية، ولد في ليبرتي، ميزوري، توفي في لوس أنجلوس، عن عمر يناهز 82 عاماً.

## وصلات خارجية
- كريغ ستيفنز على موقع IMDb (الإنجليزية)
- كريغ ستيفنز على موقع ألو سيني (الفرنسية)
- كريغ ستيفنز على موقع أول موفي (الإنجليزية)
- كريغ ستيفنز على موقع قاعدة بيانات برودواي على الإنترنت (الإنجليزية)
- كريغ ستيفنز على موقع قاعدة بيانات برودواي على الإنترنت (الإنجليزية)
- كريغ ستيفنز على موقع قاعدة بيانات الأفلام السويدية (السويدية)
- كريغ ستيفنز على موقع إن إن دي بي (الإنجليزية)
- كريغ ستيفنز على موقع ديسكوغز (الإنجليزية)
- كريغ ستيفنز على موقع قاعدة بيانات الفيلم (الإنجليزية)
- كريغ ستيفنز على موقع كينوبويسك (الروسية)